# Microcyba affinis
Microcyba affinis là một loài nhện trong họ Linyphiidae.
Loài này thuộc chi Microcyba. Microcyba affinis được Herman Theodor Holm miêu tả năm 1962.